# 趙不嫖
參數所指定的目標頁面不存在，建議更正成存在頁面或直接建立下列一個頁面（建立前請先搜尋是否有合適的存在頁面可以取代）：
- 惠国公

惠國公趙不嫖（1136年5月27日—1219年8月5日），祖籍涿郡（今河北省保定市清苑縣）人，宋朝宗室、開國伯趙士石次子，第二十代嗣濮王。

## 生平
趙不嫖在紹興三年（1136年）出生，十年（1140年）天申節獲赐名，授補保義郎，後來升為武翼大夫。其後，他在嘉定十一年三月（1218年）襲封嗣濮王、充任福州觀察使，次年（1219年）六月去世，贈官開府儀同三司，追封惠國公。

## 家庭

### 兄弟
- 趙不如，秉義郎[7]
- 趙不驚，通直郎[7]
- 趙不驁，武德郎[7]
- 趙不目言，朝奉郎[7]
- 趙不殽，忠訓郎[7]
- 趙不悟，武經郎[7]
- 趙不杇，從義郎[7]
- 趙不縻，從義郎[7]

### 子女
- 趙善轙[7]
- 趙善舟丸土[7]